# Блейклі (Джорджія)
Блейклі (англ. Blakely) — місто (англ. city) в США, в окрузі Ерлі штату Джорджія. Населення — 5371 особа (2020).

## Географія
Блейклі розташоване за координатами 31°22′51″ пн. ш. 84°55′37″ зх. д. / 31.38083° пн. ш. 84.92694° зх. д. (31.380939, -84.927037).  За даними Бюро перепису населення США в 2010 році місто мало площу 45,75 км², з яких 45,46 км² — суходіл та 0,29 км² — водойми.

## Демографія
Згідно з переписом 2010 року, у місті мешкало 5068 осіб у 1839 домогосподарствах у складі 1281 родини. Густота населення становила 111 особа/км².  Було 2054 помешкання (45/км²).
Расовий склад населення:
| - 64,2 % — чорних або афроамериканців - 33,6 % — білих - 0,5 % — азіатів - 0,3 % — корінних американців |

До двох чи більше рас належало 0,9 %. Частка іспаномовних становила 2,0 % від усіх жителів.
За віковим діапазоном населення розподілялося таким чином: 29,1 % — особи молодші 18 років, 55,7 % — особи у віці 18—64 років, 15,2 % — особи у віці 65 років та старші. Медіана віку мешканця становила 35,1 року. На 100 осіб жіночої статі у місті припадало 81,6 чоловіків;  на 100 жінок у віці від 18 років та старших — 74,0 чоловіків також старших 18 років.
Середній дохід на одне домашнє господарство  становив 40 727 доларів США (медіана — 26 726), а середній дохід на одну сім'ю — 49 290 доларів (медіана — 34 073). Медіана доходів становила 40 649 доларів для чоловіків та 23 200 доларів для жінок. За межею бідності перебувало 33,3 % осіб, у тому числі 40,3 % дітей у віці до 18 років та 24,6 % осіб у віці 65 років та старших.
Цивільне працевлаштоване населення становило 1440 осіб. Основні галузі зайнятості: освіта, охорона здоров'я та соціальна допомога — 26,2 %, виробництво — 12,9 %, роздрібна торгівля — 11,5 %.